# Eusyntheta brevicornis
Eusyntheta brevicornis là một loài bọ cánh cứng trong họ Cerambycidae.